# Rolf Hochhuth

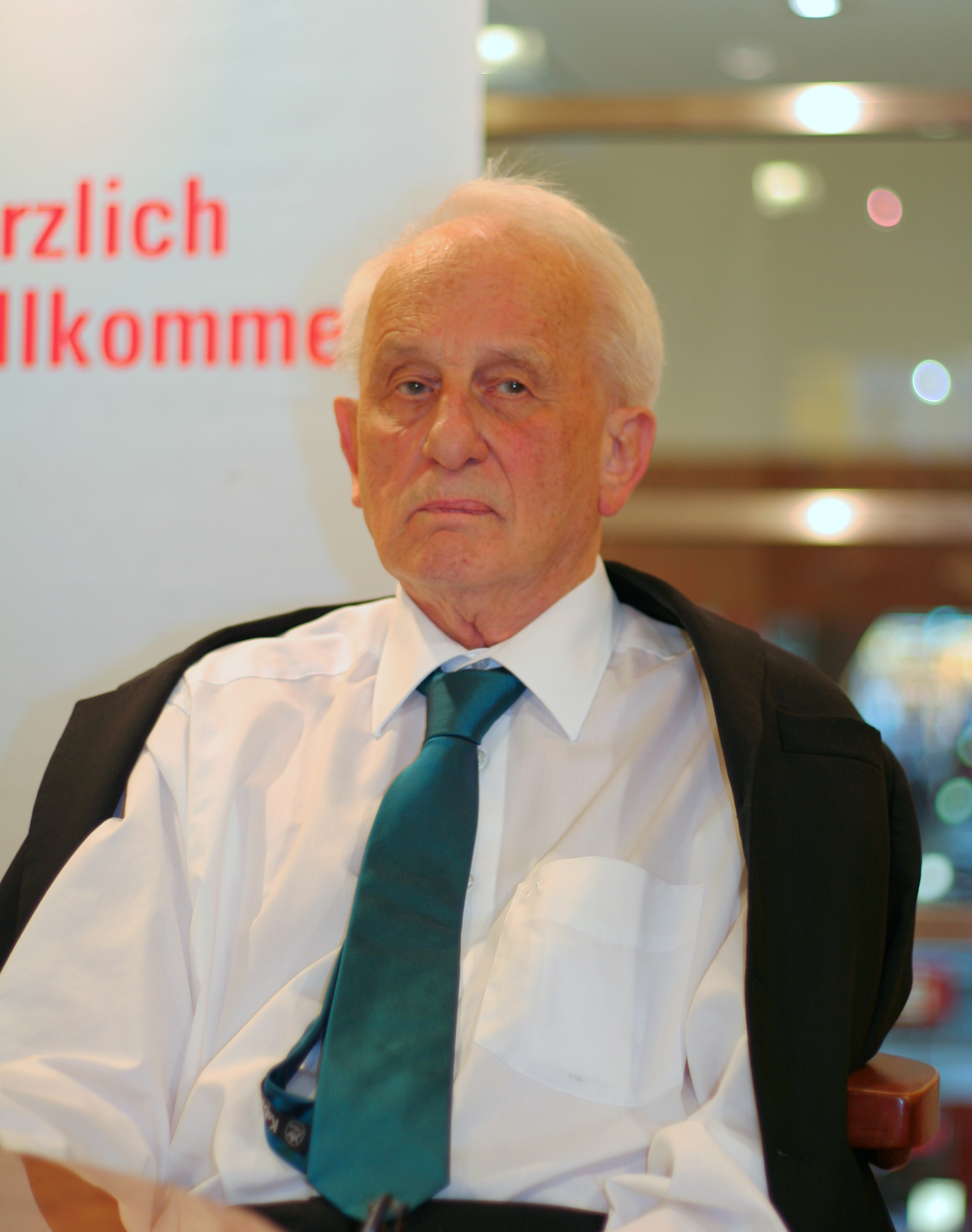
Rolf Hochhuth, 2009

Rolf Hochhuth (* 1. April 1931 in Eschwege; † 13. Mai 2020 in Berlin) war ein deutscher Dramatiker und ein maßgeblicher Anreger des Dokumentartheaters. Internationalen Erfolg erzielte er mit dem „christlichen Trauerspiel“ Der Stellvertreter. Als rigoroser „Moralist und Mahner“ setzte sich Hochhuth wiederholt mit der Zeit des Nationalsozialismus und aktuellen politischen und sozialen Fragen auseinander. Mit Offenen Briefen versuchte er ab den 1960er Jahren, Einfluss auf die Politik zu nehmen, und „fordert[e] deren moralische Erneuerung“.

## Leben und Werk
Rolf Hochhuth war der Sohn des hessischen Schuhfabrikanten Friedrich Ernst Walter Hochhuth und dessen Ehefrau Ilse Hochhuth, geborene Holzapfel. Als einschneidendes Erlebnis nahm der junge Hochhuth den Einzug der US-Truppen in Eschwege am 3. April 1945 wahr, der in seinem späteren Werk Spuren hinterlassen sollte. Hochhuth ging 1948 nach der mittleren Reife vom Gymnasium ab und absolvierte eine Buchhändlerlehre.
Zwischen 1950 und 1955 war er als Gehilfe in Buchhandlungen und Antiquariaten in Marburg, Kassel und München tätig. Sein besonderes Interesse als Leser galt damals den Erzählern und Historikern des 19. und 20. Jahrhunderts (vor allem Thomas Mann, Heinrich Mann, Robert Musil, Otto Flake, Jacob Burckhardt, Oswald Spengler und Heinrich von Treitschke).
Als Gasthörer besuchte Hochhuth Vorlesungen in Geschichte, Philosophie und Literatur an den Universitäten Heidelberg und München und unternahm erste Schreibversuche. 1955 trat er als Verlagslektor in den Bertelsmann Lesering ein. Zwei Jahre später heiratete er Marianne Heinemann, eine ehemalige Klassenkameradin, deren Mutter, Rose Schlösinger, als Mitverschwörerin der Roten Kapelle 1943 in Berlin enthauptet worden war.
Während seiner Verlagstätigkeit gab Hochhuth Werkausgaben und Erzählanthologien heraus. Als 1959 eine von ihm edierte Wilhelm-Busch-Ausgabe des „Bertelsmann Leserings“ eine Auflage von einer Million Bänden erreichte, belohnte der Verleger Reinhard Mohn seinen Lektor mit drei Monaten Sonderurlaub. Hochhuth, der sich zum Protestantismus bekannte, nutzte die Zeit zu einer Reise nach Rom, wo er Studien für ein erstes Drama betrieb und Gespräche mit dem österreichischen Bischof Alois Hudal und dem vatikanischen Diplomaten Bruno Wüstenberg führte.

### Literarisches Debüt: „Der Stellvertreter“
Im August 1961 nahm der Hamburger Verlag Rütten & Loening, der ab dem Vorjahr zum Bertelsmann-Konzern gehörte und zu dem Hochhuth als Cheflektor versetzt worden war, das Drama Der Stellvertreter zum Druck an. Kurz darauf erreichte den Geschäftsführer Karl Ludwig Leonhardt eine Anweisung von der Konzernzentrale aus Gütersloh, den Druck des als zu provokant empfundenen Werks abzubrechen. Das Stück behandelt die Haltung des Heiligen Stuhls gegenüber dem Holocaust. In dem Drama treten historische Personen wie der SS-Obersturmführer Kurt Gerstein, der die internationale Öffentlichkeit 1942 über den Holocaust zu informieren versucht, neben fiktionalen Figuren auf. Ein Skript des Stellvertreters wurde an den Rowohlt Verlag weitergeleitet, der es zwei Jahre später zeitgleich mit der Uraufführung veröffentlichte.

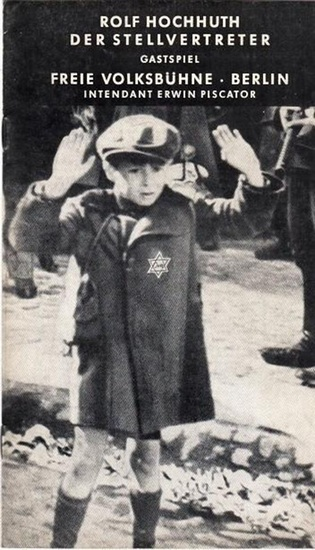
Programmheft der Freien Volksbühne Berlin, 1963. Abgebildet ist ein bearbeiteter Ausschnitt des Fotos des Jungen aus dem Warschauer Ghetto

Die West-Berliner Uraufführung des Stellvertreters am 20. Februar 1963, für die der Rowohlt Verlag den als Regisseur des politischen Theaters bekannt gewordenen Erwin Piscator gewinnen konnte, löste die bis dahin größte Theaterdebatte der Bundesrepublik Deutschland aus („Stellvertreter-Debatte“). Auch international sorgte Hochhuths Erstling für großes Aufsehen. Das Stück führte in anderen europäischen Ländern zu Tumulten während und nach Aufführungen. Für eine erfolgreiche Inszenierung am New Yorker Broadway im Februar 1964 wurde Produzent Herman Shumlin mit einem Tony Award ausgezeichnet.
Während Der Stellvertreter eine neue Phase des westdeutschen Nachkriegstheaters einleitete, verbat der Autor sich bis 1966, Inszenierungen seines Stücks in Ostblock-Staaten aus Sorge vor einer antikatholischen Interpretation, die negativ auf seine Akzeptanz beim westlichen Publikum zurückwirken konnte. Nach der DDR-Erstaufführung am 20. Februar 1966 am Theater Greifswald und in zahlreichen ostdeutschen Städten ähnelten die Reaktionen der ostdeutschen Kritiker denen in der Bundesrepublik. Doch begrüßten die DDR-Kritiker vor allem den Schluss, in dem sowjetische Soldaten die letzten Lagerinsassen aus Auschwitz befreiten. Hochhuths Angriffe auf die Wirtschaft und die Kirche wurden als unsozialistisch verworfen.
Die zentralen Aussagen des fiktionalen Texts, der die Verantwortung des Individuums für dessen Taten betonte, blieben aufgrund des von ihm ausgehenden historischen Verdikts gegen Pius XII. umstritten. Aussagen Ion Mihai Pacepas, eines ehemaligen Generals des kommunistischen rumänischen Geheimdienstes Securitate, nach denen der Autor für das Theaterstück auf Materialien des sowjetischen Geheimdienstes KGB zurückgegriffen sowie im Auftrag von Geheimdiensten der Ostblockstaaten gearbeitet habe, wies Hochhuth zurück.
Hochhuths Stück wurde 2002 von dem griechisch-französischen Filmregisseur Constantin Costa-Gavras mit Ulrich Tukur in der Hauptrolle verfilmt.

### Von der Ära Erhard bis zur Ära Schmidt
Ab 1963 arbeitete Hochhuth als freier Autor. Er siedelte in die Schweiz über, zunächst nach Riehen im Kanton Basel-Stadt, dann direkt in die Stadt Basel, um Distanz zu gewinnen, die ihm zur konsequenten Erfüllung seiner schriftstellerischen Aufgabe erforderlich schien. In Basel wurde ihm der existentialistische Philosoph Karl Jaspers zum Freund und Mentor. Das damals entwickelte schriftstellerische Selbstverständnis blieb auch für Hochhuths folgende Werke maßgeblich: Die „Moralität des individuellen Handelns selbst unter Bedingungen existentieller Bedrohung: das ist Hochhuths Thema; sie auszuloten und […] unbeirrbar einzufordern, ist wesentliche Aufgabe des Schriftstellers“.
Im Mai 1965 äußerte Hochhuth in dem Essay Der Klassenkampf ist nicht zu Ende im Spiegel Kritik an der gesellschaftlichen Situation in der Bundesrepublik und bekräftigte seine Auffassung, dass Schriftstellern eine politische Funktion zukomme. Großes Aufsehen erregte wenige Wochen später eine Replik von Bundeskanzler Ludwig Erhard. In einer Rede vor dem Wirtschaftstag der CDU/CSU in Düsseldorf am 9. Juli 1965 sprach der Bundeskanzler Schriftstellern wie Hochhuth das Recht auf Einmischung in sozialpolitische Themen ab:

„Die sprechen von Dingen, von denen sie von Tuten und Blasen keine Ahnung haben. […] Nein, so haben wir nicht gewettet. Da hört der Dichter auf, da fängt der ganz kleine Pinscher an.“

Dieser Ausspruch rief heftige Reaktionen von Schriftstellern und der Presse auf den Plan. Der amerikanische Dramatiker James Baldwin reagierte nach einer Aufführung seines Stückes Amen Corner im Juli 1965 in Hamburg ironisch mit dem Ausspruch: „Ich bin stolz darauf, ein Pinscher zu sein.“
1967 legte Hochhuth das Theaterstück Soldaten, Nekrolog auf Genf vor, das Winston Churchills Kampf gegen Hitler behandelt und das abermals an der Freien Volksbühne Berlin uraufgeführt wurde. Es stützte sich wesentlich auf Studien des britischen Publizisten David Irving, der den Bombenkrieg der Alliierten in seinen Schriften als Kriegsverbrechen darstellte und der später als Holocaustleugner hervortrat. Hochhuth warf in seinem Stück die Frage nach der Mitverantwortung Churchills für die Luftangriffe auf deutsche Städte im Zweiten Weltkrieg auf. Auch deutete er an, dass Churchill die Ermordung des Chefs der polnischen Exilregierung, Władysław Sikorski, 1943 angeordnet habe. Aufführungen des Stücks in Großbritannien wurden anfangs untersagt. Einer Inszenierung am New Yorker Broadway im Mai 1968 war wenig Erfolg beschieden. Gegen den Autor wurden mehrere Prozesse angestrengt.
Im Mai 1970 wurde die Tragödie Guerillas, über einen Staatsstreich von oben durch einen US-amerikanischen Wirtschaftsboss, in Stuttgart durch Peter Palitzsch uraufgeführt. 1972 fand im Schauspielhaus Zürich und zeitgleich in verschiedenen deutschen Städten die Uraufführung der Komödie Die Hebamme statt. In diesem Stück setzt sich Hochhuth satirisch mit den sozialen Missständen in einer Kleinstadt auseinander. Der Regisseur Wolfgang Spier verfilmte den Stoff 1976 mit Inge Meysel als Hebamme. 1974 wurde Hochhuths Komödie Lysistrate und die Nato in Essen, Wien und Hamburg zugleich uraufgeführt.

### Von der Filbinger-Affäre bis zur deutschen Einheit

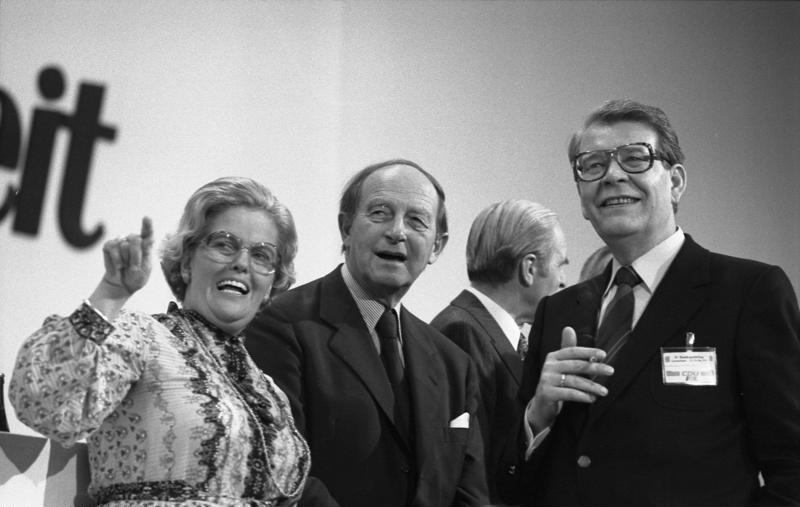
Hans Filbinger (Mitte) trat 1978 als Ministerpräsident Baden-Württembergs zurück, nachdem im Kontext von Hochhuths Erzählung Eine Liebe in Deutschland bekannt geworden war, dass Filbinger als Richter der Kriegsmarine 1945 Todesurteile gegen Deserteure gefällt hatte

Durch einen Vorabdruck seiner investigativen Erzählung Eine Liebe in Deutschland in der Wochenzeitung Die Zeit am 17. Februar 1978 entfachte Hochhuth die Diskussion um die Vergangenheit des baden-württembergischen Ministerpräsidenten Hans Filbinger als NS-Richter. In seiner Erzählung vertrat Hochhuth die Auffassung, Filbinger habe als „Hitlers Marinerichter“ noch nach Kriegsende „einen deutschen Matrosen mit Nazi-Gesetzen verfolgt“. Filbinger strengte kurz nach der auszugsweisen Veröffentlichung der Erzählung eine Unterlassungsklage am Landgericht Stuttgart gegen den Dramatiker an, der ihn öffentlich als „furchtbaren Juristen“ bezeichnet hatte. Die Klage wurde abgewiesen.
Im Verlauf der weiteren Auseinandersetzung behauptete Filbinger, er habe in seiner Eigenschaft als Richter kein einziges Todesurteil gesprochen. Am 15. Mai 1978 zitierte der Spiegel ihn mit der apodiktischen Einschätzung: „Was damals rechtens war, kann heute nicht Unrecht sein!“ Erhard Eppler, damaliger SPD-Fraktionsvorsitzender und Oppositionsführer im baden-württembergischen Landtag, bescheinigte Filbinger darum ein „pathologisch gutes Gewissen“. Nachdem im Sommer 1978 Aktenfunde zu Todesurteilen zutage getreten waren, die Filbinger 1945 als Marinerichter getroffen hatte, gingen die führenden Gremien von CDU und CSU zu ihm auf Distanz. Filbinger trat im August zurück und musste alle Ämter niederlegen. Hochhuth griff den Stoff im folgenden Jahr auch in seinem Stück Juristen auf.
Zwischen 1985 und 1986 war Hochhuth „poet in residence“ an der Gesamthochschule Essen. In der halbfiktiven Erzählung Alan Turing schrieb der Autor 1987 über den Vater des modernen „Computers“, der dazu beigetragen hatte, Funksprüche der Wehrmacht automatisch und kriegsentscheidend zu entschlüsseln.

### Wirken im vereinigten Deutschland
Nachdem Hochhuth sich über die von ihm 1993 gegründete und nach seiner Mutter benannte Ilse-Holzapfel-Stiftung das Vorkaufsrecht am „Theater am Schiffbauerdamm“ gesichert hatte, wurde die Stiftung im März 1996 neue Eigentümerin des Grundstückes. Dieses Vorgehen bezeichnete der damalige künstlerische Leiter des Berliner Ensembles, Heiner Müller, als „Intrige“ und „Versuch der feindlichen Übernahme“. Seit 1998 vermietet Hochhuths Stiftung das Theater am Schiffbauerdamm an das Land Berlin, welches das Theater wiederum dem Berliner Ensemble zur Verfügung stellt. Zugleich sicherte der Mietvertrag Hochhuth zu, seine eigenen Stücke am Schiffbauerdamm aufführen zu dürfen.
Neben geschichtspolitischen Stoffen kreist das späte Werk Hochhuths um die vielfältigen Facetten des Themenkomplexes soziale Gerechtigkeit (Wessis in Weimar, Szenen aus einem besetzten Land, 1993; McKinsey kommt, 2004). In Glasgow wurde 2001 Hochhuths historisch realistisches Stück Nachtmusik uraufgeführt, 2002 im Salzburger Landestheater gespielt; 2006 fand die deutsche Erstaufführung statt. Im Jahr 2005 überraschte der Autor mit einem Gastauftritt in der Fernsehserie Gute Zeiten, schlechte Zeiten, wenige Tage bevor sein ausschließlich mit Schauspielern der Serie besetztes Stück Familienbande in Brandenburg an der Havel Premiere hatte. Im Jahr 2006 verfasste Hochhuth ein als Tragikomödie bezeichnetes Theaterstück mit dem Titel Heil Hitler, das am 13. Januar 2007 in der Berliner Akademie der Künste Premiere hatte.
Hochhuth hat neben Dramen auch Gedichte, Novellen und Erzählungen (unter anderem Die Berliner Antigone) veröffentlicht, die allerdings nicht die Bekanntheit seiner Dramatik erzielten, sowie zahlreiche Essays zur Geschichte und Zeitgeschichte. Die Kritik hat Hochhuth wiederholt die mangelnde Beherrschung formaler Mittel vorgeworfen.

## Mitgliedschaften
Hochhuth war Mitglied des PEN-Zentrums Deutschland, der Akademie der Künste in Berlin (ab 1986), der Bayerischen Akademie der Schönen Künste in München (ab 1989) und der Freien Akademie der Künste Hamburg (ab 2004). Er hatte mehrfach Gastdozentenstellen für Poetik an Universitäten inne (darunter 1996 an der Goethe-Universität Frankfurt am Main).

## Archiv, weitere Tätigkeiten
Hochhuths umfangreiches Archiv befindet sich seit 1997 im Schweizerischen Literaturarchiv in Bern. Ab den 1980er Jahren setzte sich Hochhuth für eine angemessene Würdigung des Hitlerattentäters und Widerstandskämpfers gegen den Nationalsozialismus Georg Elser ein, der im Gegensatz zu den Verschwörern des 20. Juli 1944 in der offiziellen Gedenkkultur der Bundesrepublik bis in die 1990er Jahre kaum eine Rolle gespielt hatte. Auf seine Initiative errichtete das Land Berlin das Denkzeichen Georg Elser. Bei dessen Übergabe an die Öffentlichkeit am 8. November 2011 fragte Hochhuth in seiner Festrede, warum die Deutschen ein derart „feindseliges Nichtverhältnis“ zu Elser hätten. 2012 trat Hochhuth aus der Berliner Akademie der Künste aus und bezichtigte mehrere ihrer Mitglieder, Antisemiten zu sein, nachdem über das Gedicht Was gesagt werden muss von Günter Grass diskutiert worden war.

## Privates

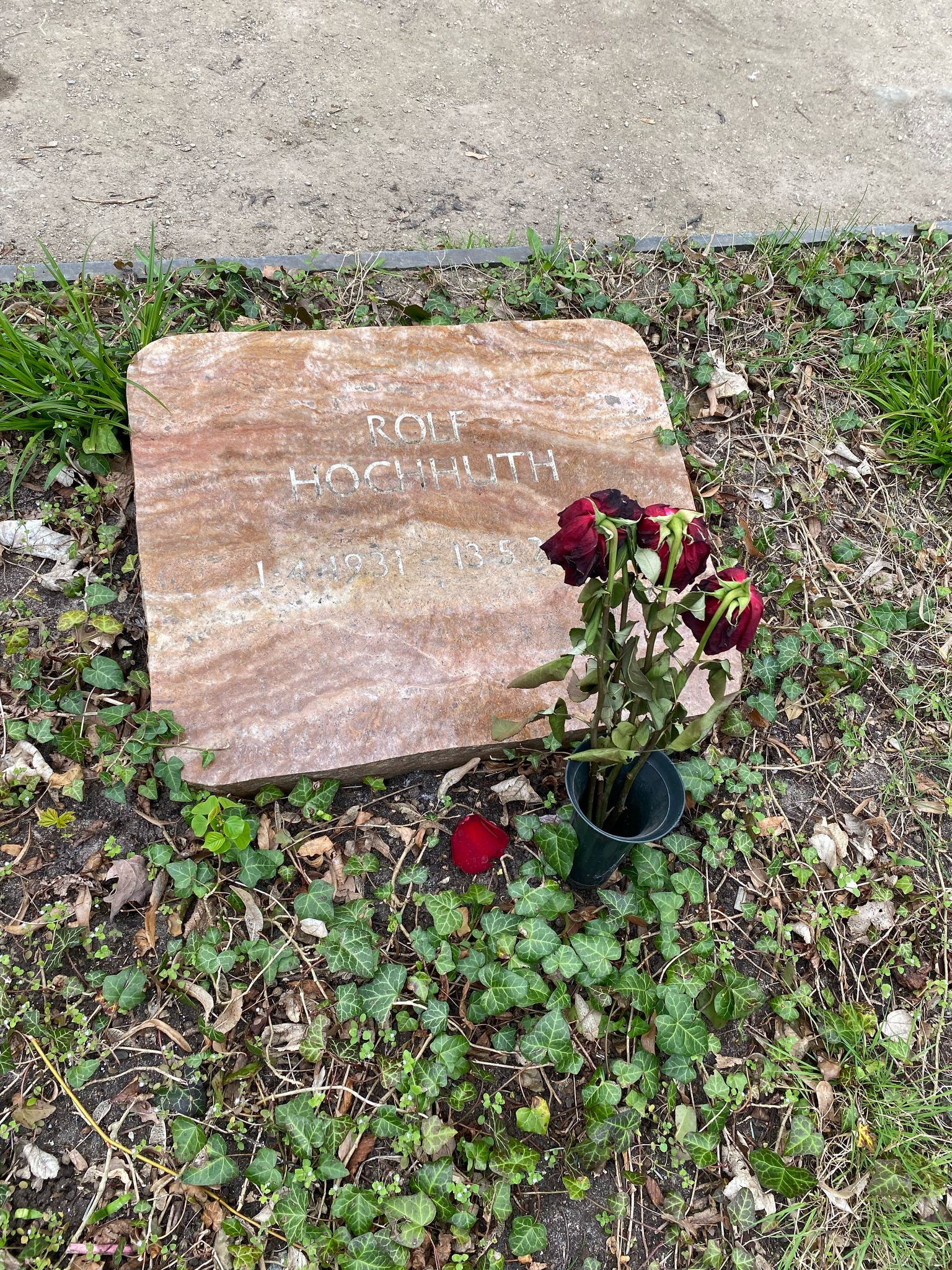
Grabstätte

Die Ehe mit seiner ersten Frau Marianne Heinemann, mit der Hochhuth die beiden Söhne Martin (* 1960) und Friedrich (* 1965) hatte, wurde 1972 geschieden. Hochhuth war ab 1975 in zweiter Ehe mit der serbischen ehemaligen Medizinstudentin Dana (Danica) Pavic, mit der er einen Sohn hatte, und in dritter Ehe mit Ursula Euler verheiratet. Nachdem sie am 14. Oktober 2004 gestorben war, heiratete er am 28. Mai 2009 die Berliner Buchhändlerin Johanna Binger.
Rolf Hochhuth starb im Alter von 89 Jahren und wurde auf dem Alten St.-Matthäus-Kirchhof in Berlin-Schöneberg beigesetzt.

## Exemplarische Kontroversen
Die „Rigorosität, mit der Hochhuth die ökonomisch Mächtigen einerseits und den ideologisch begründeten Machtanspruch der Linken andererseits attackiert, schafft ihm zahlreiche Gegner“. Kritiker werfen Hochhuth vor, rückläufige öffentliche Aufmerksamkeit als Dramatiker mit publikumswirksamen skandalträchtigen Effekten zu kompensieren. Darauf seien vermehrte Skandal-Meldungen in den Medien und darauf folgende öffentliche Diskussionen zurückzuführen.

### „McKinsey kommt“

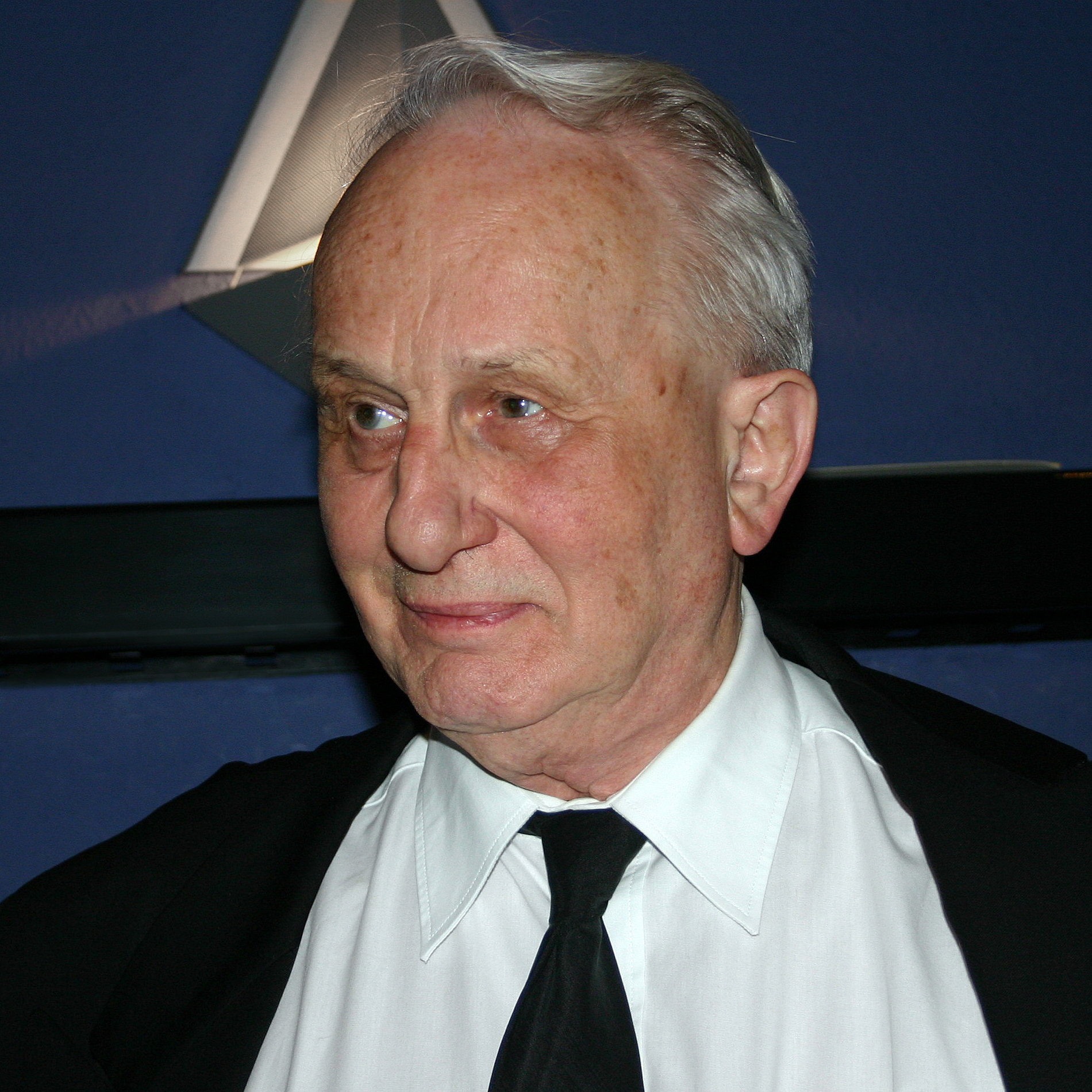
Hochhuth nach einer Lesung seines Buchs McKinsey kommt, 2005

Hochhuth hatte in McKinsey kommt eine Passage eingebaut, die von Medienvertretern als mögliches „Verständnis für einen Mordaufruf“ gegen den Deutsche-Bank-Vorstandsvorsitzenden Josef Ackermann interpretiert wurde. Darin heißt es: „Die FAZ lehrt A’s [= Ackermanns] rechtlose Opfer als ‚Umbau‘ zu tarnen! / ‚Tritt‘ A. nur ‚zurück‘ wie Geßler durch – Tell? / Schleyer, Ponto, Herrhausen warnen.“ In Schillers Wilhelm Tell wurde der tyrannische Landvogt Gessler durch den Freiheitshelden Tell getötet. Einer der Vorgänger Ackermanns, Alfred Herrhausen, war einem Anschlag der Rote Armee Fraktion zum Opfer gefallen, ebenso wie die in der Passage erwähnten Wirtschaftsvertreter Hanns Martin Schleyer (Arbeitgeberpräsident) und Jürgen Ponto (Vorstandsvorsitzender der Dresdner Bank). Hochhuth wies den Vorwurf des Mordaufrufs zurück und erklärte, er habe auf eine objektive Bedrohung für die deutsche Wirtschaftselite als Folge unter anderem der aktuellen Reform des Sozialsystems hinweisen wollen.

### Hochhuth und Irving

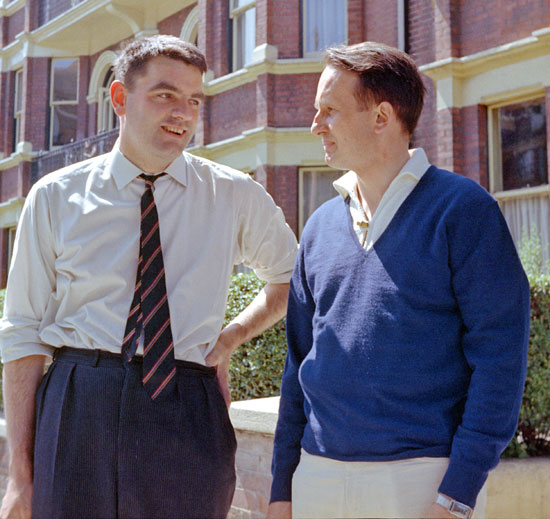
Rolf Hochhuth (rechts) und David Irving (1966)

Im März 2005 geriet Rolf Hochhuth erneut in die Schlagzeilen, da er in einem Interview mit der neurechten Wochenzeitung Junge Freiheit den britischen Publizisten David Irving verteidigt hatte, der mehrfach gerichtlich als Holocaustleugner verurteilt wurde (München 1993, Wien 2006) und in Deutschland mit einem Einreiseverbot belegt war. Hochhuth sagte: „Irving ist ein fabelhafter Pionier der Zeitgeschichte, der großartige Bücher geschrieben hat. Ganz zweifellos ein Historiker von der Größe eines Joachim Fest. Der Vorwurf, er sei ein Holocaustleugner, ist einfach idiotisch!“ Gegenüber dem Berliner Tagesspiegel bekräftigte Hochhuth die Parteinahme einen Tag später. Hier sagte er, dass Irving „sehr viel seriöser (sei) als viele deutsche Historiker“. Irving, mit dem er eine persönliche Freundschaft pflege, sei ein „ehrenwerter Mann“. Dabei hatten ihn seine Interviewpartner jeweils direkt mit den Holocaust leugnenden Aussagen von Irving konfrontiert. Bereits eine Frage in dem Junge-Freiheit-Interview hatte gelautet: „Aber Herr Hochhuth, immerhin behauptet Irving, in Auschwitz hätte es keine Gaskammern gegeben. Er hat flapsig formuliert, in Gaskammern seien dort weniger Menschen umgekommen als 1969 auf dem Rücksitz Edward Kennedys – und da saß bekanntlich nur dessen Freundin.“ Darauf antwortete Hochhuth: „Da hat er seiner nicht ganz unbritischen Neigung zum schwarzen Humor auf zynische Weise freien Lauf gelassen. Wahrscheinlich ist er wahnsinnig provoziert worden, ehe er das gesagt hat. Als Historiker ist er ein absolut seriöser Mann.“ Beobachter wiesen darauf hin, Irving habe seine Bemerkung nicht nach einer Provokation, sondern vor zahlendem Publikum getätigt, wie es in einem Video in Irvings Londoner Prozess gezeigt worden sei. Richard Rampton, der Anwalt der Beklagten, sagte daraufhin: „Spott allein reicht nicht. Sie müssen auch geschmacklos sein. Sie müssen Dinge sagen wie: Auf dem Rücksitz von Senator Edward Kennedys Auto in Chappaquidick starben mehr Frauen als in den Gaskammern von Auschwitz.“
Der Publizist Ralph Giordano bezeichnete die Interview-Äußerung Hochhuths als „eine der größten Enttäuschungen der letzten 60 Jahre. Es gibt keinen Akt des Nachtretens, der den Ermordeten im Deutschland nach 1945 erspart geblieben wäre.“ Paul Spiegel, der damalige Präsident des Zentralrats der Juden in Deutschland, sagte: „Wenn Hochhuth den Briten als angeblich seriösen Wissenschaftler in Schutz nimmt, macht er sich dessen Position zu eigen und leugnet damit selbst den Holocaust“. Hochhuth entschuldigte sich eine Woche später für seine Stellungnahme zu Irving. Er habe nicht den Rechten das Wort reden und die Gefühle der jüdischen Bürger verletzen wollen. Die späten Äußerungen David Irvings seien ihm nicht bekannt gewesen (dpa, 26. Februar 2005). Dies hielt Paul Spiegel jedoch „für unglaubwürdig“. Jedem, der sich mit der jüngeren Geschichte befasse, dürfte bekannt sein, welche widerwärtigen Parolen Irving von sich gegeben hat. Hochhuth kündigte zudem an, der Jungen Freiheit kein Interview mehr zu geben. Kritisiert wurde, dass er für die Zeitung bereits zuvor zwei Interviews gegeben und einen eigenen Beitrag verfasst hatte.
Ralph Giordano hat später seine frühere massive Verurteilung relativiert und Hochhuth in einem in der Berliner Zeitung veröffentlichten Artikel seine Solidarität bekundet. Er habe damals von dem Interview nur die Irving-Passagen gekannt und könne „der Öffentlichkeit […] nur raten, sich der ganzen Lektüre (= des Interviews) zu unterziehen“. Giordano schrieb unter anderem: „Rolf Hochhuth hat, um es vorsichtig auszudrücken, in Sachen Irving vollkommen daneben gehauen – richtig. […] Nachdem ich also Rolf Hochhuth laut und deutlich gerüffelt hatte, wo er’s verdient hat, versichere ich ihn von dieser Stelle aus genauso klar, dass er in der langwährenden Auseinandersetzung um die Naziepoche für mich, den Überlebenden des Holocaust, ein Bundesgenosse war, ein Bundesgenosse ist und ein Bundesgenosse bleiben wird.“
Infolge der Kontroverse um das Hochhuth-Interview lehnte die Deutsche Verlags-Anstalt (DVA) 2005 ab, Hochhuths Autobiographie zu verlegen. Der DVA-Verleger Horbach begründete dies damit, Hochhuth könne „nicht mehr in einem Verlag seine Autobiographie oder autobiographische Schriften veröffentlichen, der selber sehr viele jüdische Autoren im Programm hat“. Allerdings regte sich öffentlicher Protest gegen diese Entscheidung. Kritik übten neben Giordano auch Eva Menasse, Tilman Jens, Joachim Güntner und andere.

### Hochhuth und Oettinger
Am 11. April 2007 hielt Baden-Württembergs Ministerpräsident Günther Oettinger (CDU) eine heftige Kritik auslösende Trauerrede für seinen Amtsvorgänger Hans Filbinger. In dieser Rede sagte er unter anderem: „Es gibt kein Urteil von Hans Filbinger, durch das ein Mensch sein Leben verloren hätte. Und bei den Urteilen, die ihm angelastet werden, hatte er entweder nicht die Entscheidungsmacht oder aber nicht die Entscheidungsfreiheit, die ihm viele unterstellen.“ Die 1978 aufgefundenen Akten zu Todesurteilen widerlegen dagegen mindestens den ersten Satz.
Hochhuth bezeichnete in seiner am 13. April 2007 in der Süddeutschen Zeitung erschienenen Reaktion Der Lügner diese Aussage Oettingers als „eine unverfrorene Erfindung“ und beklagte zur Untermauerung – zunächst irrtümlich – die „Tragödie des Matrosen Walter Gröger“, den Hans Filbinger angeblich „persönlich noch in britischer Kriegsgefangenschaft hat ermorden lassen“. Filbinger, so Hochhuth, sei ein „sadistischer Nazi“ gewesen, da er als Richter den Matrosen Walter Gröger angeblich nach dem „längst durch die totale Kapitulation“ beendeten Krieg in einem britischen Kriegsgefangenenlager zum Tode verurteilt habe und sich für eine Exekution Grögers von den Briten „zwölf Gewehre“ geliehen habe.
Hochhuth hatte den Fall Gröger mit dem Fall des Flakartilleristen Petzold verwechselt, den Filbinger nach dem Ende des Zweiten Weltkriegs am 29. Mai 1945 noch in britischer Kriegsgefangenschaft wegen „Unbotmäßigkeit, Gehorsamsverweigerung und Widersetzung“ zu sechs Monaten Gefängnis verurteilte. Der 22-jährige Gröger wurde indessen auf Antrag des damaligen Marinestabsrichters Filbinger wegen „charakterlicher Schwächen“ zum Tode verurteilt und weniger als zwei Monate vor Kriegsende am 15. März 1945 hingerichtet. Filbinger war dabei anwesend und erteilte als höchster Offizier den Schießbefehl.
Die Online-Version des Artikels Der Lügner von Hochhuth wurde am 13. April 2007, einen Tag nach dem Erscheinen, von der Süddeutschen Zeitung unter folgendem Verweis wieder gelöscht:
„Die Darstellung des Schriftstellers Rolf Hochhuth in der Süddeutschen Zeitung vom 13. April (‚Der Lügner‘), Filbinger habe Gröger in britischer Gefangenschaft ermorden lassen, ist dagegen falsch. Die bekannte Aussage Hochhuths aus dem Jahr 1978, Filbinger habe ‚sogar noch in britischer Gefangenschaft einen deutschen Matrosen mit Nazi-Gesetzen verfolgt‘, bezieht sich auf den Fall Petzold. Für eine Stellungnahme war Hochhuth am Freitag nicht zu erreichen.“
Die Fälle Gröger und Petzold behandeln Günther Gillessen und Wolfram Wette ausführlich – und mit ganz unterschiedlichen Bewertungen.
Weiterhin behauptete Hochhuth in dem Artikel, das Landgericht Stuttgart habe 1978 Filbinger als „furchtbaren Juristen“ bezeichnet. Das Gericht hatte jedoch lediglich geurteilt, bei diesem Ausspruch Hochhuths über Filbinger handele es sich um ein Werturteil (also keine Tatsachenbehauptung), das vom Grundrecht auf freie Meinungsäußerung gedeckt sei, weshalb Filbinger keinen Anspruch auf seine Unterlassung habe. Die Meinungsäußerung bezeichnet Hochhuth daher als Synonym für die „Tatsache, dass er [Filbinger] ein sadistischer Nazi war“. „Doch die Tatsache, die diese Tatsachenbehauptung stützt, ist keine“, kommentierte Feuilletonchef Patrick Bahners in der FAZ.

## Auszeichnungen
- 1963: Berliner Kunstpreis
- 1976: Kunstpreis der Stadt Basel
- 1980: Literaturpreis der Landeshauptstadt München und des Verbandes bayerischer Verleger
- 1980: Geschwister-Scholl-Preis[46]
- 1981: Lessing-Preis der Freien und Hansestadt Hamburg
- 1990: Jacob-Burckhardt-Preis der Basler Johann-Wolfgang-von-Goethe-Stiftung
- 1991: Elisabeth-Langgässer-Literaturpreis
- 2001: Jacob-Grimm-Preis Deutsche Sprache[47]
- 2002: Cicero-Rednerpreis

## Literarische Werke
- 1963: Der Stellvertreter. (Über die Rolle von Papst Pius XII im Zweiten Weltkrieg, Platz 1 der Spiegel-Bestsellerliste vom 3. April bis zum 2. Juli 1963)
- 1963: Die Berliner Antigone. Novelle.
- 1967: Soldaten, Nekrolog auf Genf. (Tragödie; über den Bombenkrieg gegen Deutschland)
- 1970: Guerillas. (Tragödie; behandelt einen fiktiven Staatsstreich in den USA)
- 1971: Die Hebamme. (Komödie; behandelt Vetternwirtschaft und soziale Benachteiligung in einer fiktiven nordhessischen Kleinstadt)
- 1971: Krieg und Klassenkrieg: Studien
- 1974: Inselkomödie. (Komödie; ursprünglicher Titel: Lysistrate und die NATO. Paraphrase der Aristophanes-Komödie vor dem Hintergrund der geplanten Errichtung eines US-Raketenstützpunktes auf einer ägäischen Insel.)
- 1974: Zwischenspiel in Baden-Baden.
- 1976: Entfernte Verwandte. (Monolog)
- 1976: Tod eines Jägers. ISBN 3-499-25068-3. (Zur Person Ernest Hemingways und der Literaturszene der 1960er Jahre)
- 1978: Eine Liebe in Deutschland. Lieferbare Ausgabe: Rowohlt Taschenbuch Verlag, Reinbek 1983, ISBN 3-499-15090-5. (Verfilmt von Andrzej Wajda)
- 1979: Juristen. („Drei Akte für sieben Spieler“; Zum gesellschaftlichen und politischen Einfluss von Altnazis in Deutschland; eine der Hauptpersonen trägt Züge des ehemaligen Ministerpräsidenten von Baden-Württemberg Hans Filbinger.)
- 1980: Ärztinnen. (Zum Thema Medikamententests und Praktiken der Pharmaindustrie)
- 1982: Räuber-Rede: drei deutsche Vorwürfe: Schiller, Lessing, Geschwister Scholl.
- 1982: Spitzen des Eisbergs: Betrachtungen, Dialoge, Essays, Skizzen.
- 1984: Judith. (Über die chemische Wiederbewaffnung der US-Armee, die moralische Berechtigung für Tyrannenmord und die Person Ronald Reagans.)
- 1985: Atlantik-Novelle: Erzählungen
- 1987: Täter und Denker: Profile und Probleme von Cäsar bis Jünger.
- 1987: War hier Europa? Reden, Gedichte, Essays.
- 1987: Alan Turing. Erzählung.
- 1988: Jede Zeit baut Pyramiden. Erzählungen und Gedichte.
- 1989: Unbefleckte Empfängnis. (Zum Thema künstliche Befruchtung)
- 1990: Sommer 14. (Ein breit angelegtes Drama zum Ausbruch des Ersten Weltkriegs)
- 1991: Menzel: Maler des Lichts.
- 1991: Panik im Mai. (Sammelband; sämtliche Gedichte und Erzählungen)
- 1991: Von Syrakus aus gesehen, gedacht, erzählt.
- 1992: Tell gegen Hitler: Historische Studien. Insel, Frankfurt am Main/Leipzig, ISBN 3-458-19119-4 (Insel-Bücherei 1119).
- 1993: Wessis in Weimar.
- 1994: Julia oder der Weg zur Macht. Erzählung.
- 1996: Und Brecht sah das Tragische nicht: Plädoyers, Polemiken, Profile.
- 1996: Effis Nacht. Monolog. Rowohlt Verlag, Reinbek bei Hamburg
- 1996: Wellen: Artgenossen, Zeitgenossen, Hausgenossen.
- 2000: Hitlers Dr. Faust. Tragödie. (Behandelt Freiheit und Verantwortlichkeit des Wissenschaftlers im 20. Jahrhundert am Beispiel Hermann Oberths.)
- 2000: Das Recht auf Arbeit. Drama.
- 2001: Anekdoten und Balladen.
- 2001: Einsprüche! Zur Geschichte, Politik und Literatur.
- 2001: Die Geburt der Tragödie aus dem Krieg: Frankfurter Poetik-Vorlesungen.
- 2002: Gasherd und Klistiere oder Die Urgroßmutter der Diätköchin. Novelle.
- 2003: Nachtmusik.
- 2004: McKinsey kommt. ISBN 3-423-13134-9.
- 2004: Nietzsches Spazierstock.
- 2005: Familienbande.
- 2005: Livia und Julia. ISBN 3-7844-2982-3.
- 2006: Das Rolf Hochhuth Lesebuch. Herausgegeben von Gert Ueding. dtv, München 2006, ISBN 978-3-423-13432-3.
- 2006: Heil Hitler. (Tragikomödie)
- 2008: Vorbeugehaft. Neue Gedichte. Mit einem Nachwort von Gert Ueding. Rowohlt, Reinbek bei Hamburg 2008, ISBN 978-3-498-02996-8.
- 2012: Was vorhaben muß man, Aphorismen. Mit einem Nachwort von Uta Ranke-Heinemann. Rowohlt, Reinbek bei Hamburg, ISBN 978-3-498-03003-2.
- 2014: 9 Nonnen fliehen. Mit Essays von Uta Ranke-Heinemann und Antje Vollmer. Komödie
- 2014: Frauen. BuchVerlag für die Frau, Leipzig, ISBN 978-3-89798-462-2
- 2016: Das Grundbuch. 365 Sieben- bis Zwölfzeiler. Rowohlt, Reinbek bei Hamburg, ISBN 978-3-498-03027-8
- 2016: Ausstieg aus der NATO: oder Finis Germaniae. zeitgeist Print & Online, Höhr-Grenzhausen, ISBN 978-3-943007-11-4.

## Reden und Aufsätze
- Jacob Grimm oder Angst um unsere Sprache. Dankesrede bei der Entgegennahme des ersten Jacob-Grimm-Preises in Kassel am 3. November 2001.
- Johann Georg Elser – 8. November 1939. In: FAZ Magazin, 10. November 1989.

## Herausgaben
- Wilhelm Busch, Sämtliche Werke und eine Auswahl der Skizzen und Gemälde in zwei Bänden. Band 1: Und die Moral von der Geschicht. Band 2: Was beliebt ist auch erlaubt. Bertelsmann, Gütersloh 1959.

## Verfilmungen und Tonträger
Verfilmungen
- Ärztinnen. DDR: DEFA 1984 (Regie: Horst Seemann).
- Berliner Antigone. Bundesrepublik Deutschland 1968 (Regie: Rainer Wolffhardt).
- Effis Nacht. Bundesrepublik Deutschland 1998 (Regie: August Everding).
- Eine Liebe in Deutschland. Bundesrepublik Deutschland, Frankreich: CCC Filmkunst, Gaumont International, Stand' Art Productions 1983 (Regie: Andrzej Wajda).
- Élo Antigoné. Ungarn 1968 (Regie: László Nemere).
- Die Hebamme. Bundesrepublik Deutschland 1976 (Regie: Wolfgang Spier).
- Der Stellvertreter (Originaltitel: Amen). Frankreich 2002 (Regie: Constantin Costa-Gavras).

Tonträger
- Hochhuth und Der Stellvertreter: Streitgespräch, Szenen, Dokumentation. Fontana 1964 (LP 681 320 EL).
- Rolf Hochhuth: Die Berliner Antigone. Eine Erzählung gesprochen von Hannes Messemer. Deutsche Grammophon Gesellschaft, Berlin 2004 (= LP 168 078; auch als Audiokassette bei Rowohlt, 1989).
- Rolf Hochhuth: Der Stellvertreter. Regie: Erwin Piscator. Produktion: Hessischer Rundfunk 1963. Der Hörverlag, München 2003 (2 Audio-CDs).
- Rolf Hochhuth: Effis Nacht. Monolog gelesen von Vera Borek. Lesefassung und Regie: Ingrid Rencher. Produktion: Preiser Records, Wien 2005.